# Berberis grodtmanniana
Berberis grodtmanniana är en berberisväxtart som beskrevs av Camillo Karl Schneider. Berberis grodtmanniana ingår i släktet berberisar, och familjen berberisväxter. Inga underarter finns listade i Catalogue of Life.